# 과염소산 암모늄
과염소산 암모늄(Ammonium perchlorate, AP)은 화학식 NH4ClO4을 갖는 무기 화합물이다. 물에 용해되는 무색 또는 백색의 고체이다. 강력한 산화제이다. 연료와 결합하면 과염소산암모늄 복합 추진제라고 불리는 로켓 추진제로 사용할 수 있다. 불안정성으로 인해 PEPCON 재난과 같은 여러 사고가 발생했다.

## 생성
과염소산암모늄은 암모니아와 과염소산이 반응하여 생성된다. 이 공정은 과염소산의 산업적 생산을 위한 주요 배출구이다. 또한 암모늄염과 과염소산나트륨의 염복분해 반응을 통해 염을 생산할 수도 있다. 이 공정은 과염소산나트륨 용해도의 약 10%인 NH4ClO4의 상대적으로 낮은 용해도를 이용한다.
AP는 무색의 능면체로 결정화된다.

## 분해
대부분의 암모늄염과 마찬가지로 과염소산암모늄은 녹기 전에 분해된다. 온화한 가열로 인해 염화수소, 질소, 산소 및 물이 생성된다.
4 NH4ClO4 → 4 HCl + 2 N2 + 5 O2 + 6 H2O
AP의 연소는 매우 복잡하며 널리 연구되고 있다. 고압 연소 과정에서 결정 표면에 얇은 액체 층이 관찰되었음에도 불구하고 AP 결정은 녹기 전에 분해된다. 강한 가열로 인해 폭발이 발생할 수 있다. 완전한 반응은 잔류물을 남기지 않는다. 순수한 결정은 2MPa의 압력 이하에서는 화염을 유지할 수 없다.
AP는 15마이크로미터 이상의 입자 크기에 대한 클래스 4 산화제(폭발성 반응을 겪을 수 있음)이며 15마이크로미터 미만의 입자 크기에 대해서는 폭발물로 분류된다.